# フェリックス・エンゾアンゴ
フェリックス・エンゾアンゴ（Félix Nzouango, 2003年1月7日 - ）は、フランス・クレイユ出身のサッカー選手。KベールスホットVA所属。ポジションはディフェンダー。

## クラブ経歴
アミアンのユース出身で、2020年にユヴェントスのユースチームに移籍した。プレースタイルから次世代のラファエル・ヴァランと期待されていた。
2022年9月3日、トレント戦においてプロリーグデビューを果たした。
2023-24シーズンからは、KベールスホットVAに所属する。